# NGC 7461
NGC 7461 (другие обозначения — PGC 70290, UGC 12314, MCG 2-58-56, ZWG 430.51) — линзообразная галактика (SB0) в созвездии Пегас.
Этот объект входит в число перечисленных в оригинальной редакции «Нового общего каталога».
В галактике вспыхнула сверхновая SN 2007hj типа Ia, её пиковая видимая звездная величина составила 15,9.